# Конак Марковића у Ратковцу
Конак Марковића у Ратковцу подигнута је око 1870. године када је старешина задруге био њихов предак Иван Марковић. Представља непокретно културно добро као споменик културе.

## Историја и изглед
О Марковићима из Ратковца Љуба Павловић бележи да их зову "Ливађани" и да су се доселили из Вироваца од тамошњих Јанковића. Конак Марковића је средње величине, квадратне основе у спратном делу, где су симетрично постављене стамбене просторије око централног ходника који је постављен по целој дужини основе. Из ходника се улази у две собе са северне стране и једну просторију за пријем гостију са супротне стране. Улаз је на западној страни ходника који је у том делу проширен у виду ћириличког слова “Г” без посебне функционалне оправданости, па се може претпоставити да је првобитно имао намену улазног трема са степеништем за спрат. Уобичајено решење је да се степениште и трем постављају на углу зграде. Садашњи улаз на спрат је остварен спољним дрвеним степеништем, преко мале дрвене терасе подупрте једним дрвеним стубом. Конструкција степеница и ограде је скромне обраде, што указује на наставак у другој фази, у некој преправци која је уследила касније. И део крова који наткрива улаз са степеништем покривен је другом врстом прекривача, што не умањује вредност ове зграде у типолошком смислу.
Будући да су конаци зграде специфичне стамбене намене, они су обавезно опремани и посебним зиданим ложиштима затвореног огњишта у виду камина, преко којих су се загревале просторије у зимском периоду непосредно или посредно преко тучаних пећи. Ова зграда има два таква зидана ложишта у централном делу ходника из кога се ложила ватра. Сада су та ложишта зазидана, али се на малтеру препознаје место и облик отвора који су затворени посебним гвозденим вратима. Унутрашње уређење соба је скромно. Подови су земљани, зидови окречени на класичан начин као и плафони, али на местима оштећења плафона могу се уочити посебно обрађени шашовци унизани у виду рибље кости између тавањача. Шашовци су вероватно доцније назубљени и премалтерисани. Собе са сваке стране имају двокрилне двоструке прозоре средње величине, са крилима који се отварају у поље и унутра. Зграда је покривена ћерамидом на шиндри, преко четвороводног крова блажег нагиба, који належе на бондручну конструкцију спратног дела. Приземни део је зидан масивним зидом од ломљеног камена веће дебљине, са посебним укрућењем – дрвеним сантрачем на половини висине на унутрашњој страни зида. У централном делу просторије која је служила као остава постављен је један храстоб стуб са јастуком и подужном подвлаком која заједно са ободним зидовима носи међуспратну конструкцију од дрвених тавањача са шашовцима и каратаваном. У основи је приземље краће по једној (улазној) страни у односу на спратни део. Препуст спратног дела од 1,82 м. носе 4 храстова стуба са јастуцима и у приземљу образују трем из кога се, преко лучно засведеног отвора, улази у приземни део типа подрума. Ивице отвора су обрађене посебно исклесаним и украшеним каменим довратницима лучног завршетка.
Зграда делимично функционише и углавном је сачувала свој првобитни облик. Уз мање мере техничке заштите, може се још користити.